# 遼中環状高速道路

遼寧省の高速道路網で、瀋陽（沈阳）の周りの大環状線（焦げ茶色）が遼中環状高速道路

遼中環状高速道路（りょうちゅうかんじょうこうそくどうろ、中国語: 辽中环线高速公路）は中国遼寧省の省都・瀋陽市の環状線のさらに外にある大環状道路で、高速道路番号はG91である。2005年に建設を始めて、全長は400キロメートル (km) である。2018年12月11日に全通した。

## 通過都市
この環状道路は、距離を示すゼロ地点は丹阜高速道路との交差点で、本渓市の南に当たる。そこを起点にして、
- 本渓市
- 遼陽市
- 瀋陽市遼中区
- 新民市
- 鉄嶺市
- 撫順市
- 本渓市へ戻る

などを通過する。

## 他道路との交差
瀋陽環状高速道路は次の主要道路と交差している。
- 丹阜高速道路（丹東 - 本渓 - 瀋陽 - 阜新）
- 瀋海高速道路 = 瀋大高速道路（瀋陽 - 鞍山 - 大連）
- 京哈高速道路（北京 - 瀋陽 - 長春 - ハルビン）
- 瀋吉高速道路（瀋陽 - 撫順 - 吉林）
- G202国道（大連 - 瀋陽 - 長春 - ハルビン - 黒河）
- G304国道（丹東 - 瀋陽 - 通遼）

この環状道路のさらに内側には、瀋陽環状高速道路がある。

## 参照項目
- 中国の高速道路一覧
- 遼寧省の高速道路（辽宁省高速公路）